# Dodatak (softver)
Dodatak (eng. add-on) su skup softverskih dodataka koje mogu dodati razne mogućnosti u aplikaciju. U biti to je jedan opcionalni modul kojim se proširuju mogućnosti.
U svakodnevnom govoru to se smatra dodatkom koji je "nadodan" na postojeći softver, a može ga se u svakom trenutku ukloniti odnosno deinstalirati a da se time ne omete rad programa na koji je bio instaliran.
Poznati su dodatci za Firefox kojima se može promijeniti izgled Firefoxa, slušati glazba i slično. Grupirani su u tri skupine: proširenja, izgled i priključci.
Pojam valja razlikovati od priključka (eng. plug-in), koji ima vlastite knjižnice na raspolaganju, koje nisu dijelom softvera u koji se integriraju. Softver može pomoću tih priključaka i time uporabe vanjskih knjižnica pružiti nove funkcije koje nisu bile dijelom jezgre početnog softvera (primjerice, internetski preglednik za pdf, QuickTime, razne trake sa zadaćama, blokator iskočnih (pop-up) prozora i tako dalje). Općenito, pojam dodatka smatra se širim pojmom koji obuhvaća priključke, proširenja, teme i t.zv. snap-in-ove za softverske aplikacije.